# Bang (singel)
Bang är den brittiska alternativa rockgruppen Blurs tredje singel, utgiven den 29 juli 1991. Som bäst nådde singeln plats 24 på den brittiska topplistan. Detta var den sista singeln som hämtades från albumet Leisure.

## Låtlista
- CD  (släpptes 5 augusti 1991)

1. "Bang"
2. "Explain"
3. "Luminous"
4. "Berserk"

- 7" och kassett

1. "Bang"
2. "Luminous"

- 12"

1. "Bang" (extended)
2. "Explain"
3. "Luminous"
4. "Uncle Love"

Samtliga låtar är skrivna av Albarn/Coxon/James/Rowntree.